# Saar
A Saar (ejtsd: szár, franciául Sarre) folyó Franciaország és Németország területén, a Mosel jobb oldali mellékfolyója. 

## Földrajzi adatok
A folyó Franciaországban, Lotaringia és Elzász határán a Vogézekben keletkezik, a Fehér-Saar (forrása:é. sz. 48° 31′ 37″, k. h. 7° 09′ 45″48.526944°N 7.162500°E) és a Vörös-Saar (forrása: é. sz. 48° 32′ 04″, k. h. 7° 10′ 03″48.534444°N 7.167500°E) összefolyásával, 800 méter magasan. Átfolyik a Saar-vidéken Németország egyik legfontosabb iparvidékén, és Konznál, Triertől 7 km-re délnyugatra  torkollik a Moselbe. A hossza 246 km ebből a Franciaországra eső rész 126 km. Vízgyűjtő területe 7 431 km², átlagos vízhozama 75–80 m³ másodpercenként. 
Mintegy száz évvel ezelőtt még jelentős hajóforgalom bonyolódott le a Saaron, mára ez szinte teljesen megszűnt.
Jelentős idegenforgalmi nevezetesség a Saarschleife, vagy magyarul Saar-kanyar, ahol is a folyó egy teljes hajtűkanyart ír le.
Jelentősebb városok a Saar mentén: Sarreguemines, Saarbrücken, Saarlouis, Dillingen, Merzig és Saarburg.
Mellékfolyói a Blies, Nied és Prims.